# MTS (rolnictwo)
MTS − używany w botanice i rolnictwie skrótowiec oznaczający masę tysiąca sztuk (nasion, ziarn) podawaną w gramach. MTS określa dorodność nasion, charakteryzuje stopień ich wykształcenia i wypełnienia. Oznaczanie masy tysiąca nasion przeprowadzane jest na nasionach czystych, z których wydziela się 1000 sztuk i oznacza ich masę (g). Nasiona mogą być liczone ręcznie lub za pomocą odpowiednich urządzeń liczących, co ułatwia i przyspiesza wykonanie analizy. Dorodność ziarna, wyrażona masą tysiąca nasion – MTN, masą tysiąca sztuk – MTS lub masą tysiąca ziarniaków – MTZ (w przypadku zbóż), obok czystości i zdolności kiełkowania, jest niezbędnym parametrem do obliczenia ilości wysiewu materiału siewnego na jednostkę powierzchni. 

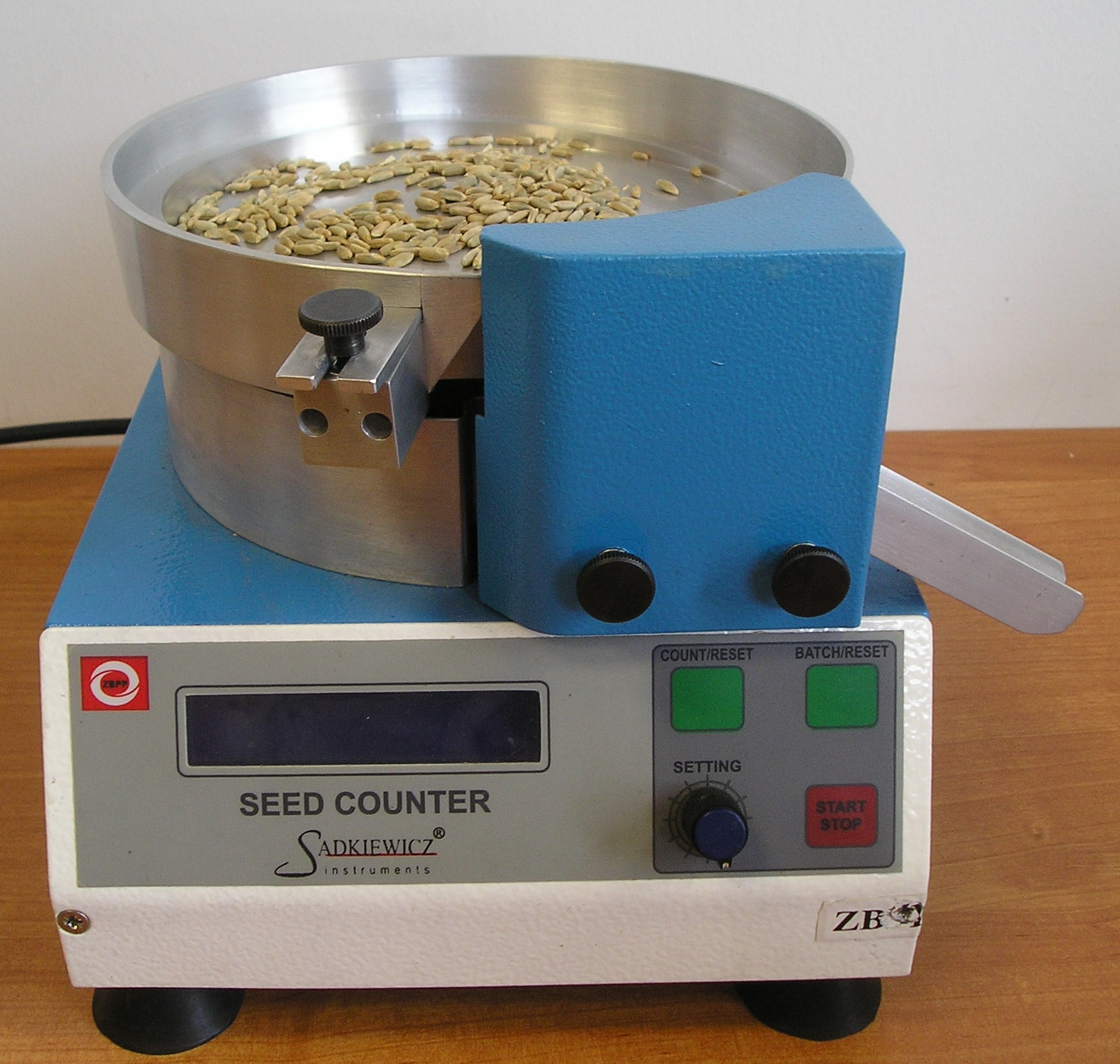
Licznik nasion do dokładnego odliczania danej liczby nasion

| Gatunek         | MTS [g] |
| --------------- | ------- |
| Żyto            | 25-35   |
| Pszenżyto ozime | 35-45   |
| Pszenica ozima  | 35-45   |
| Pszenica jara   | 32-44   |
| Jęczmień ozimy  | 35-45   |
| Jęczmień jary   | 32-48   |
| Owies           | 25-35   |
| Rzepak          | 2,5-3,5 |
| Kukurydza       | 200-400 |
| Bobik           | 350-500 |
| Groch siewny    | 150-300 |
| Łubin żółty     | 120-160 |
| Gryka           | 16-24   |
| Len             | 3-5     |
| Sezam           | 3,3     |
| Mak             | 0,4-0,6 |